# IMG Models
IMG Models este o agenție internațională, care prezintă fotomodele, sediul central al agenției se află în New York City, ea având filiale în Londra, Milano și Hong Kong. De această agenție sunt reprezentate modele de talie internaționalâ la Gisele Bündchen, Kate Moss, Tyra Banks, Ann Ward și Heidi Klum.

## Modele reprezentate de IMG
Următoarele modele sunt în prezent sau au fost reprezentate de IMG:
| - Lily Aldridge - Cassi Van Den Dungen - Michelle Alves - Mini Anden - Bianca Balti - Tyra Banks - Drew Barrymore - Alexis Bledel - Gisele Bündchen - Alexandra Burke - Carla Campbell - Naomi Campbell - Laetitia Casta - Jeisa Chiminazzo - Cindy Crawford - Lily Donaldson - Hilary Duff - Tanya Dziahileva - Lonneke Engel - Freja Beha Erichsen - Dakota Fanning - Marie Fuema - Viktoria Foxx - Lena Gercke - Esti Ginzburg - Jessica Gomes - Frida Gustavsson - Bridget Hall | - Shalom Harlow - Angie Harmon - Amanda Hearst - Emma Heming - Jennifer Hof - Yoanna House - Lauren Hutton - Chanel Iman - Jelena Janković - Elizabeth Jagger - Querelle Jansen - Milla Jovovich - Du Juan - Liya Kebede - Denise Keller - Riley Keough - Miranda Kerr - Heidi Klum - Ruslana Korshunova - Irina Kulikova - Karolina Kurkova - Anouck Lepere - Angela Lindvall - Audrey Lindvall | - Jarah Mariano - Barbara Meier - Marisa Miller - Amanda Moore - Julianne Moore - Tallulah Morton - Kate Moss - Fernanda Motta - Astrid Muñoz - Carolyn Murphy - Raica Oliveira - Dominique Piek - Sasha Pivovarova - Paulina Porizkova - Ujjwala Raut - Hilary Rhoda - Maggie Rizer - Rebecca Romijn - Stephanie Seymour - Tatiana Sorokko | - Hana Soukupová - Jessica Stam - Lara Stone - Daria Strokous - Yfke Sturm - Candice Swanepoel - Ling Tan - Christine Teigen - Tasha Tilberg - Liv Tyler - Anne Vyalitsyna - Jennifer Wanderer - Ann Ward - Gemma Ward - Yasmin Warsame - Alek Wek - Daria Werbowy - Amy Wesson - Jacquetta Wheeler - Jessica White - Caroline Winberg - Magdalena Wróbel - Mischa Barton - Irina Shayk - Tyra Banks |